# Bruno Guimarães
Bruno Guimarães Rodriguez Moura, född 16 november 1997, är en brasiliansk fotbollsspelare som spelar för Newcastle United i Premier League.

## Klubbkarriär
Den 30 januari 2020 värvades Guimarães av Lyon, där han skrev på ett 4,5-årskontrakt.
Den 30 januari 2022 värvades Guimarães av Newcastle United, där han skrev på ett 4,5-årskontrakt.

## Landslagskarriär
Guimarães debuterade för Brasiliens landslag den 17 november 2020 i en 2–0-vinst över Uruguay, där han blev inbytt på övertid mot Everton Ribeiro.
I november 2022 blev Guimarães uttagen i Brasiliens trupp till VM 2022.